# Puig de Sant Cristau
Le puig de Sant Cristau (ou pic Saint-Christophe) surplombe avec 1 015 mètres d'altitude Saint-Jean d'Albère, Montesquieu-des-Albères ou Villelongue-dels-Monts, dans le massif des Albères, à l'extrémité orientale des Pyrénées. Le Sant Cristau est un théâtre important des combats durant la guerre du Roussillon.

## Histoire et patrimoine
Le Sant Cristau est le théâtre des combats décisifs du 30 avril au 1er mai 1794 durant la guerre du Roussillon. L'armée française sous les ordres des généraux Augereau et Dugommier prend position face au camp espagnol du Boulou. Le 12 floréal de l'an II (1er mai 1794), la bataille du Boulou s'engage, elle va permettre de libérer le territoire français. Les nombreuses anciennes soutes à munitions creusée dans la roche en sont le vestige.
Au sommet se trouve une chapelle avec un livre d'or. Une ruine de château, ou simplement de tour sur le principe de la tour de la Massane et de celle de Madeloc (les avis divergent) daterait du XIIe siècle. Sur le chemin en contrebas on passe au dolmen de Balma de Na Cristiana datant de la préhistoire.
Un paysage très impressionnant dans toutes les directions permet de voir le massif du Canigou, la plaine du Roussillon, la mer Méditerranée et le pic du Néoulous (1 256 m), point culminant du massif des Albères. En bas se trouve le monastère des Ermites de Marie.

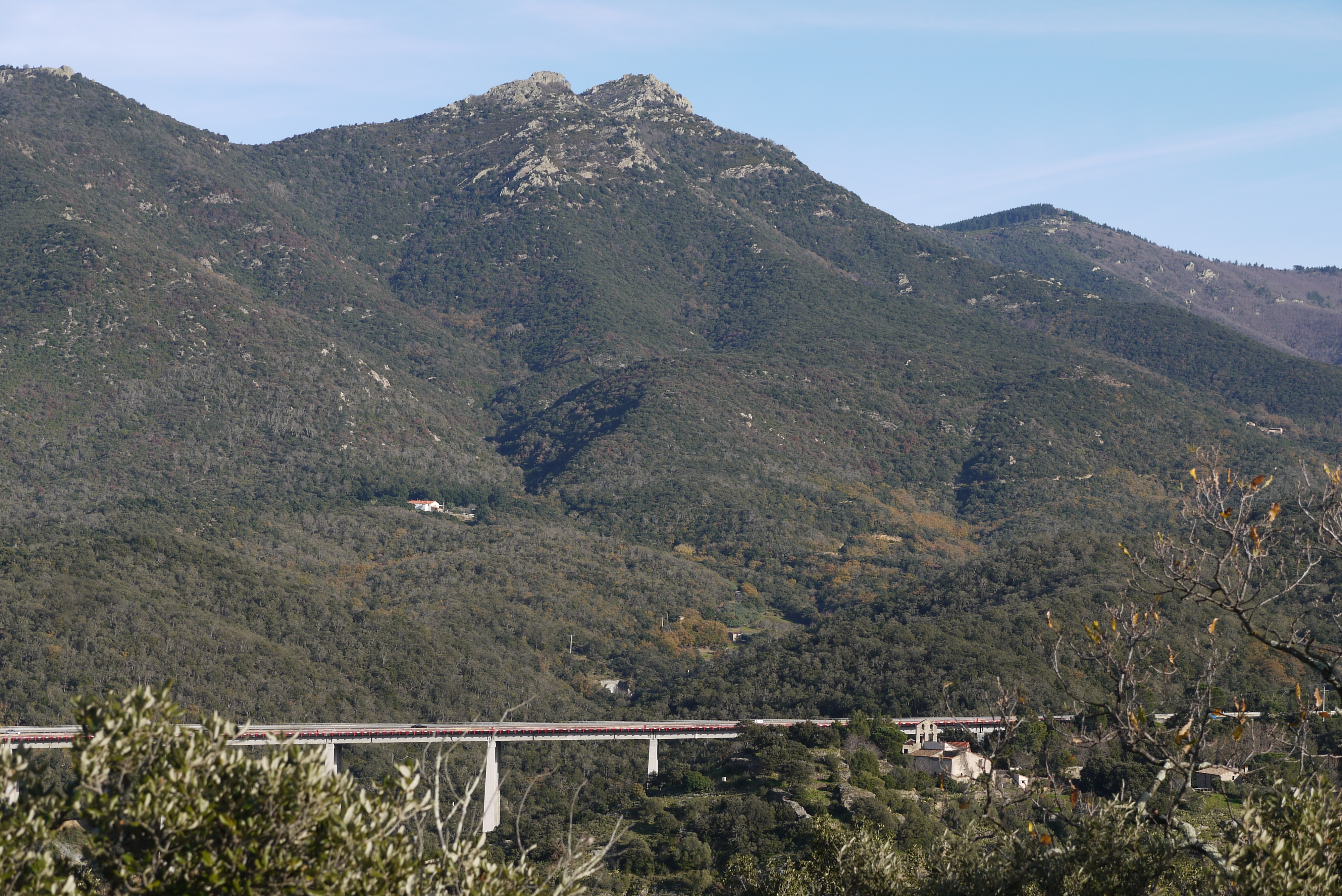
Le puig de Sant Cristau et l'autoroute A9.
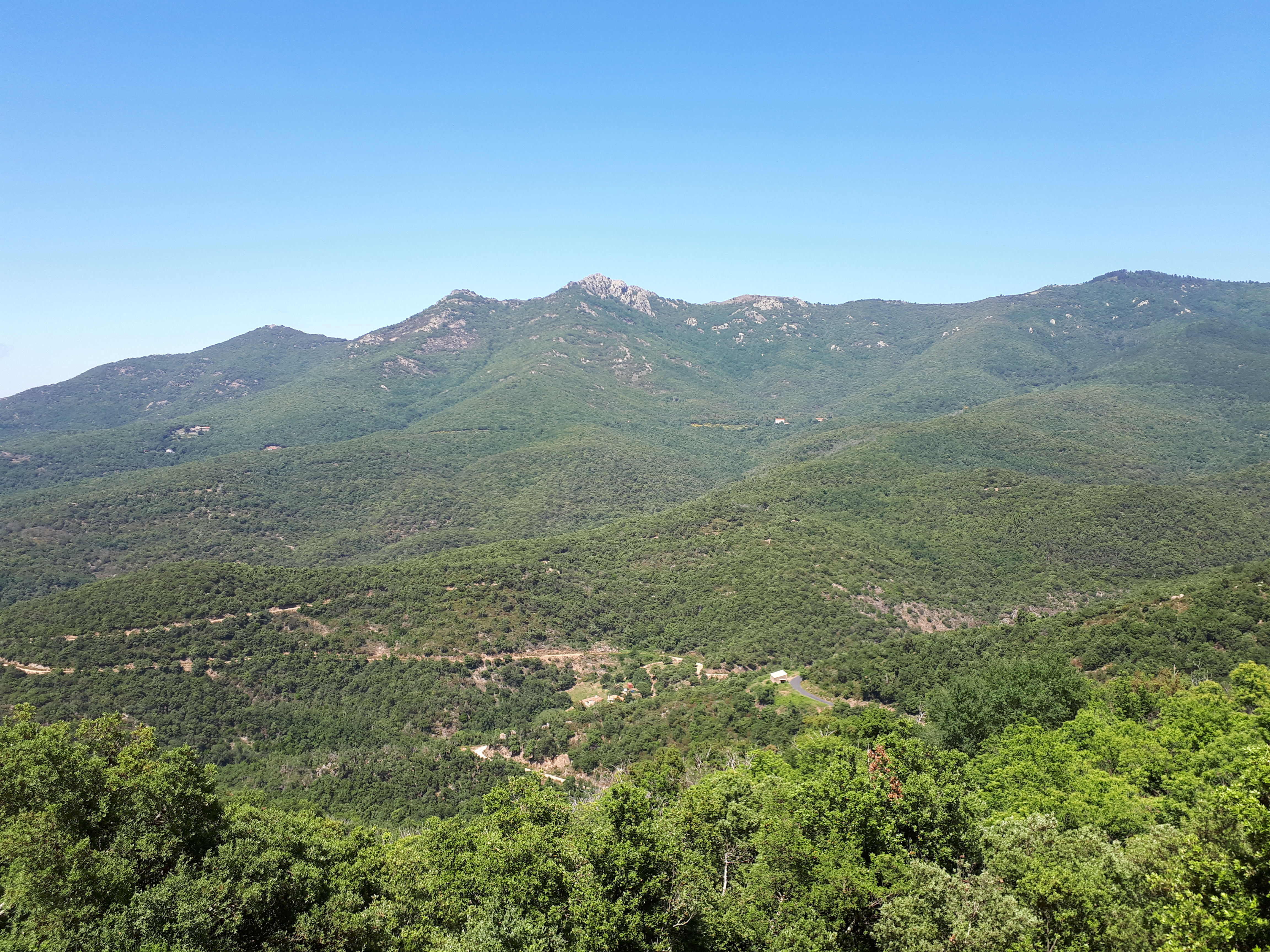
Le puig de Sant Cristau, côté sud.

## Activités
Plusieurs randonnées passent au sommet. En été, la majorité des randonneurs passent par le dolmen puis redescendent sur Saint-Jean d'Albère. Pour certains, il s'agit d'une boucle en marge du GR 10.
Les descentes de VTT se sont également multipliées, notamment l'itinéraire de crête puis la descente sur Montesquieu présent dans plusieurs topos ou vidéo en ligne. 
Le sommet rocheux est un site d'escalade, développé notamment par François Herbert et Jean Gaillarde au début des années 1980. L'escalade se déroule dans un gneiss sculpté et parfois recouvert de lichens qui lui donne des couleurs multiples.
Un décollage de parapente est aussi possible, bien qu'il soit moins utilisé ces dernières années que celui du puig Naud, tout proche dans le même massif.